# Prvi nogometni i športski klub

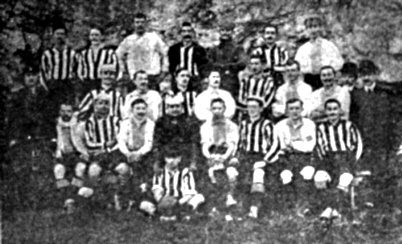
Foto congiunta dei giocatori del Club Atletico Fiumano (maglie a strisce) e del PNIŠK (maglie bianche con una striscia blu al centro), 1905

Il Prvi nogometni i športski klub (Primo club calcistico e sportivo, abbreviato in PNIŠK) è stato un club sportivo croato (sebbene affiliato alla Federcalcio ungherese) di Zagabria.
È il primo club di calcio di Zagabria. È stato anche un pioniere dell'atletica croata.
Fondato nel 1903, fu il primo club sportivo croato il cui nome conteneva la parola nogomet (gioco del calcio). Operò fino al 1909.
I colori del club erano il bianco e il blu.

## Origine del nome
In alcuni testi, tra cui il libro commemorativo dell'HAŠK Dvadeset godina rada hrvatskog akademskog sportskog kluba 1903—1923 (Venti anni di lavoro del club sportivo accademico croato 1903-1923), viene riportato il nome PNIŠK Zagreb. Prima del 1º giugno 1908, data di pubblicazione del primo numero di Hrvatski športski list (un mensile sportivo croato), cambiò il suo nome in PHNIŠK (Primo club sportivo e calcistico croato), ma non si sa precisamente quando.

## Storia
Il PNIŠK viene fondato all'inizio dell'autunno del 1903 nella locanda Janje, situata nell'odierna "via Nikola Tesla 7". L'idea del club è ispirata dalle storie di calcio nel caffè Corso, raccontate dai praghesi Jan Todl e Josip Polivka, anche loro giocatori dello Slavia Praga, al tempo residenti a Zagabria. Vilim Witte è nominato primo presidente del club. Todl porta il primo pallone da calcio, è il miglior giocatore e ricopre la carica di allenatore e capitano del club. Il primo campo da gioco del club è il Fihplac, una fiera dove si comprava il bestiame.
Nel 1904 viene fondata una squadra riserve. La prima partita pubblica tra le due squadre del PNIŠK viene giocata nell'estate del 1904 a Zapadni perivoj, l'odierna piazza Marko Marulića. L'anno seguente il club forma una squadra giovanile.
Il 30 luglio 1905, il PNIŠK organizza una gara di marcia su una distanza di 11 km tra Zagabria, più precisamente tra il birrificio di Ilica 224 e Podsused. Questa è la prima competizione di atletica leggera in Croazia.
Nonostante gli sforzi dell'HAŠK e dell'Academia, il PNIŠK non riusce a trovare un avversario per una partita di calcio pubblica a Zagabria, così, fino al 1 ottobre 1905, vengono organizzate solo partite tra le due squadre del PNIŠK. In quella data, il PNIŠK perde 11–1 contro il Ferencváros a Budapest. Il PNIŠK perse 9–1 a Kaposvár 14 giorni dopo contro la squadra locale Kaposvári AC. Il PNIŠK avrebbe dovuto giocare contro l'HAŠK il 23 ottobre, ma la partita non si tiene. Poi, il 3 dicembre, sconfigge l'allora Club Atletico a Fiume 4–3.
Dalla primavera fino al giugno del 1906, il PNIŠK utilizza come campo da gioco un terreno affittato da un'impresa edile, si trovava non lontano da Miramarska cesta e vi si gioca solo una partita: la rivincita contro il Club Atletico Fiumano, sconfitto per 6–0. Il 28 ottobre 1906, il PNIŠK fa 1–1 con l'HAŠK a Zapadni perivoj, l'odierna Trg Marko Marulića. Dal 1907, il PNIŠK utilizza la pista affittata dalla Prvo hrvatsko biciklističko društvo (Prima Associazione Ciclistica Croata) a Koturaška cesta, che viene convertita per eventi calcistici e di atletica. La pista lunga 500 metri è la prima pista in Croazia.
Una squadra mista composta da giocatori dell'HAŠK e del PNIŠK gioca a Praga come squadra nazionale croata contro lo Slavia Praga il 23 e 26 aprile 1907, perdendo rispettivamente 15–0 e 20–0. Queste sono le prime partite nella storia della squadra nazionale di calcio croata.
Il primo incontro di atletica nella storia croata si tiene il 17 maggio 1908 sulla pista di atletica del PNIŠK in via Koturaška.
Dall'autunno del 1908, a causa di difficoltà finanziarie, smette di affittare lo spazio in via Koturaška.
Optando per la Federazione sportiva ungherese, il PNIŠK ha rifiutato di aderire a quella croata.
Il club viene sciolto nell'assemblea generale il 27 ottobre 1909. Un gran numero di giocatori si unìsce al 1. HŠK Građanski Zagreb, fondato nel 1911.